# Operacja Ranger (RAF)
Operacja Ranger (pol. kłusownik) – rodzaj działań taktycznych Royal Air Force, prowadzonych w czasie II wojny światowej, polegających na wykorzystaniu nocnych myśliwców do atakowania celów naziemnych na terenie okupowanej Europy.

## Historia
W 1943 roku aktywność Luftwaffe nad Wielką Brytanią spadła praktycznie do zera. Dlatego też Fighter Command Royal Air Force podjęło decyzję o wykorzystaniu nocnych myśliwców do działań nękających polegających na atakowaniu celów naziemnych o znaczeniu strategicznym na terenie okupowanej Francji.
Myśliwce nocne zostały przewidziane do tego działania z uwagi na dwusilnikową konstrukcję, która zapewniała większe bezpieczeństwo lotu oraz dwuosobowe załogi ułatwiające prowadzenie nocnej nawigacji. Jednostki RAF, wytypowane do lotów tego typu, poddano specjalnemu szkoleniu. Załogi odbyły szkolenie w zakresie lotów na niskiej wysokości oraz wykonywania ataków z lotu koszącego z użyciem broni pokładowej i przenoszonych bomb. Szczególny nacisk położono na zagadnienia nawigacyjne, gdyż załogi miały działać bez pomocy naziemnych ośrodków naprowadzania, co było regułą podczas ich dotychczasowych lotów nad wyspami brytyjskimi. Działania załóg były utrudnione z uwagi na pozbawienie samolotów urządzeń radarowych. 
Działania były prowadzone z użyciem pojedynczych samolotów. Załoga była odpowiedzialna, w porozumieniu z oficerem wywiadu jednostki lotniczej, za opracowanie trasy lotu i wybór miejsca działania. Samoloty przelatywały nad kanałem La Manche na wysokości 15-90 metrów, francuski brzeg przekraczano na wysokości ok. 150 metrów. Po dolocie w rejon działania zwiększano wysokość do ok. 1000 metrów i rozpoczynano poszukiwanie celów. Atakowano zidentyfikowane obiekty naziemne o znaczeniu strategicznym, takie jak lotniska, budynki przemysłowe i wojskowe, środki transportu (statki, samochody, pociągi), siłę żywą i in. 
Do działań typy Ranger został skierowany również polski Dywizjon 307. Inauguracja lotów na nowy typ zadań, nazywanych przez Polaków randżerką, nastąpiła w nocy z 15 na 16 maja 1943 roku. Prowadzono je do sierpnia a następnie zrezygnowano z powodu skierowania dywizjonu do poszukiwań niemieckich okrętów podwodnych w Zatoce Biskajskiej i na Atlantyku. Dywizjon 307 wykonał łącznie 132 patrole w ramach operacji Ranger.